# هاندلي بيج إتش بي 42

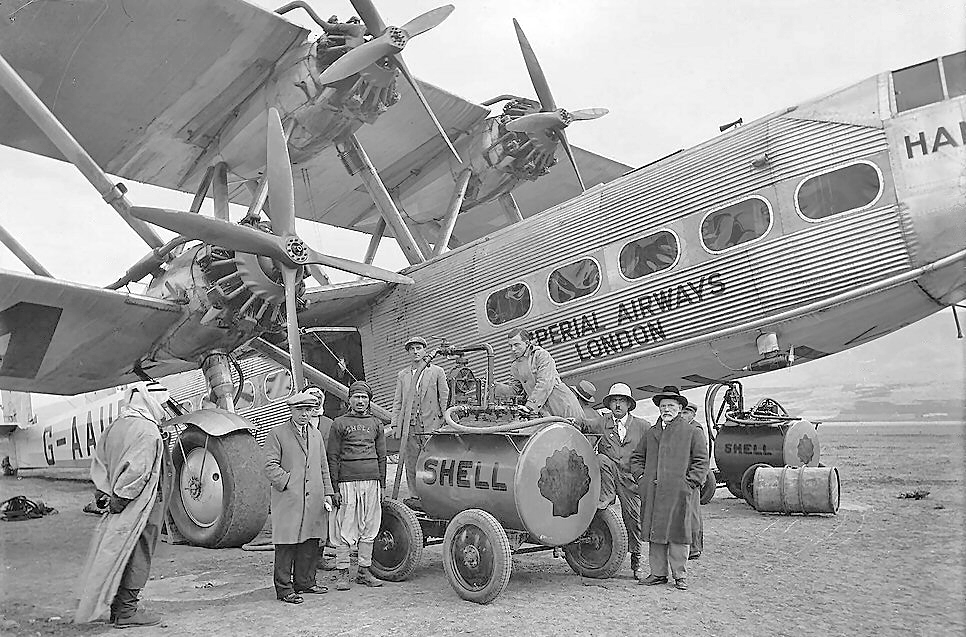
التزود بالوقود.

هاندلي بيج إتش بي 42 (بالإنجليزية: Handley Page H.P.42)‏ هي طائرة رحلات جوية أنتجت في بريطانيا. من صناعة هاندلي بيج. كانت تستخدم بشكل أساسي من قبل الخطوط الجوية الإمبراطورية. كان أول طيران لها في 14 نوفمبر 1930. دخلت الخدمة في 1931، انتهت خدمتها في 1940. صنع منها 42 طائرة.

## المستخدمون
- الخطوط الجوية الإمبراطورية
- سلاح الجو الملكي